# Козловська Христина Михайлівна
Христина Михайлівна Козловська (нар. 1 травня 1989, с. Велика Кам'янка Коломийського району Івано-Франківської області, Україна) — українська письменниця, поетеса, журналістка та засновниця видавництва.

## Життєпис
Народилася в селі Велика Кам'янка Коломийського району Івано-Франківської області.
Після закінчення Великокам'янської загальноосвітньої школи навчалася у Прикарпатському національного університету імені Василя Стефаника за спеціальністю «англійська філологія».

## Творчість
З 2008 року є учасником літературної студії «Нобель» (м. Івано-Франківськ) під керівництвом Галини Петросаняк. Увійшла до збірки творів учасників студії «Нобель» («Дайте! Нобелівську премію українським письменникам!»).
Друкувалася в таких українських виданнях, як: «Світ молоді», «Буковинський журнал», «Перевал», «Література і життя», «Галицький кореспондент», а також в органі українців Північної Америки «Українське слово» (Чикаго, США).
Автор книжок прози «Коштовніше за золото» (літературна агенція «Discursus», Брустурів, 2015 р.), «Ящірка та її хвіст» (літературна агенція «Discursus», Брустурів, 2018 р.), "Останні дні!" (видавництво "Гравітація", Івано-Франківськ, 2023 р.), "Відступники" (видавництво "Гравітація", Івано-Франківськ, 2023 р.) та співавтор книжки «При надії. Дев'ять особливих місяців» (літературна агенція «Discursus», Брустурів, 2018 р.).
Автор збірки поезії «Торкнутися весни» (Коломия, 2008).
Твори Христини Козловської перекладалися мовою есперанто, німецькою, турецькою, словацькою, нідерландською, корейською, англійською та французькою. Окремі твори, перекладені на есперанто Петром Паливодою, публікувалися в Україні («Ukraina Stelo»), Китаї («Penseo»), "Beletra Edeno"), Канаді («La Riverego»), США («Saluton!», «Beletra Almanako»), Туреччині («Turka Stelo»), Польщі («Pola Esperantisto»), Хорватії («Kresko»), Кореї («TERanidO»), Угорщині («Vesperto. Literaturaj folioj»), а також в Чехії шрифтом Брайля («Esperanta ligilo»). Твори, перекладені німецькою мовою Петром Паливодою, друкувалися в часописі «Склянка часу-Zeitglas», книзі «Aus 20 Jahren Zeitglas», книзі «Das Geheimnis der ukrainischen Seele» (переклад Петра Паливоди та Манфреда Вельцеля), а також на Баварському літературному порталі (переклад Александра Краткохвіля), турецькою мовою (перекладач - Васіл Кадіфелі), друкувалися в часописі «Kurşun Kalem» (Туреччина), словацькою мовою друкувалися в Антології української прози «NA PRAHU MILÉNIA», нідерландською (перекладач - Ріен Гамерс) друкувалися в часописі «Tijdschrift voor Slavische Literatur» (Нідерланди). У 2022 році у видавництві "Zindale" (Сеул, Республіка Корея) побачила світ книга вибраної прози Христини Козловської під назвою "Квітка" двома мовами: корейською (перекладач - Джанг Джонг-Йоль (Омбро) та есперанто (перекладач - Петро Паливода), а також книга "Чарівник" трьома мовами: корейською (перекладач - Джанг Джонг-Йоль (Омбро), англійською (перекладач - Петро Паливода) та есперанто (перекладачіф - Петро Паливода та О Те-Йонг (Матено). У 2024 році у видавництві Mondial (Нью-Йорк, США) побачила світ книга вибраної прози Христини Козловської мовою есперанто Pli leĝera ol aero (перекладачі Петро Паливода та Олександр Грищенко). Вірші Христини Козловської публікувалися турецькою та французькою мовою у турецькому часописі Le Dactylo Méditerranéen.
Засновниця та власниця видавництва "Гравітація" (м. Івано-Франківськ).

Бібліографія (книги):
1. Торкнутися весни (Коломия, 2008)
2. Коштовніше за золото (Discursus, Брустурів, 2015) 
3. Ящірка та її хвіст (Discursus, Брустурів, 2018) 
```
4. 고양이 꽃 – Kato Floro (Zindale, Сеул, Республіка Корея, 2022), у перекладі корейською та мовою есперанто
```

```
5. 마술사– A Magician – Magiisto (Zindale, Сеул, Республіка Корея, 2022), у перекладі корейською, англійською та мовою есперанто
```

6. Останні дні (Гравітація, Івано-Франківськ, 2023)
7. Відступники (Гравітація, Івано-Франківськ, 2023)
8. Pli leĝera ol aero (Mondial, Нью-Йорк, США, 2024), у перекладі мовою есперанто
9. Інше життя (Видавництво Старого Лева, Львів, 2024) 

## Відзнаки, нагороди, премії
- Переможець поетичного конкурсу «З точки зору осені» (Івано-Франківськ, 2011 р.)
- Лауреат літературної премії видавництва «Смолоскип» за 2014 та за 2021 роки
- Лауреат міжнародної українсько-німецької літературної премії імені Олеся Гончара за рукопис роману в новелах «Золотий ланцюжок», який у 2015 році вийшов окремою книжкою під назвою «Коштовніше за золото» в літературній агенції «Discursus»[9]
- Переможець Міжнародного молодіжного літературного конкурсу «Гранослов-2020»[10]